# Карло Кара
Карло Кара (на италиански: Carlo Carrà) е италиански художник и писател, съосновател на италианския футуризъм.

## Биография
Кара се ражда в село Куарниенто в провинция Алесандрия през 1881 г. На 15-годишна възраст започва работа като стенен декоратор в Милано, където посещава музеи и галерии и така открива творбите на Джовани Сегантини.
През 1899 и 1900 г. работи в Париж, декорирайки павилионите за Световното изложение. Там се запознава със съвременното френско изкуство и най-вече с импресионизма. След това прекарва половин година в Лондон, където прекарва времето си с италиански анархисти в изгнание.
През 1906 г. влиза в класа на Чезаре Талоне в Академията за изящни изкуства „Брера“.
През 1910 г., заедно с Умберто Бочони и Луиджи Русоло подписват „Манифест на художниците футуристи“. Пет години по-късно Кара и Джорджо де Кирико създават движението „Метафизична живопис“ (Pittura metafisica), използвайки термина „метафизика“, който Гийом Аполинер по-рано използва, за да опише една творба на Де Кирико в Париж.
Както много италиански футуристи по това време и Кара се поддава на фашизма на Мусолини и възприема крайнонационалистични позиции.